# Wolfsberg, Kärnten

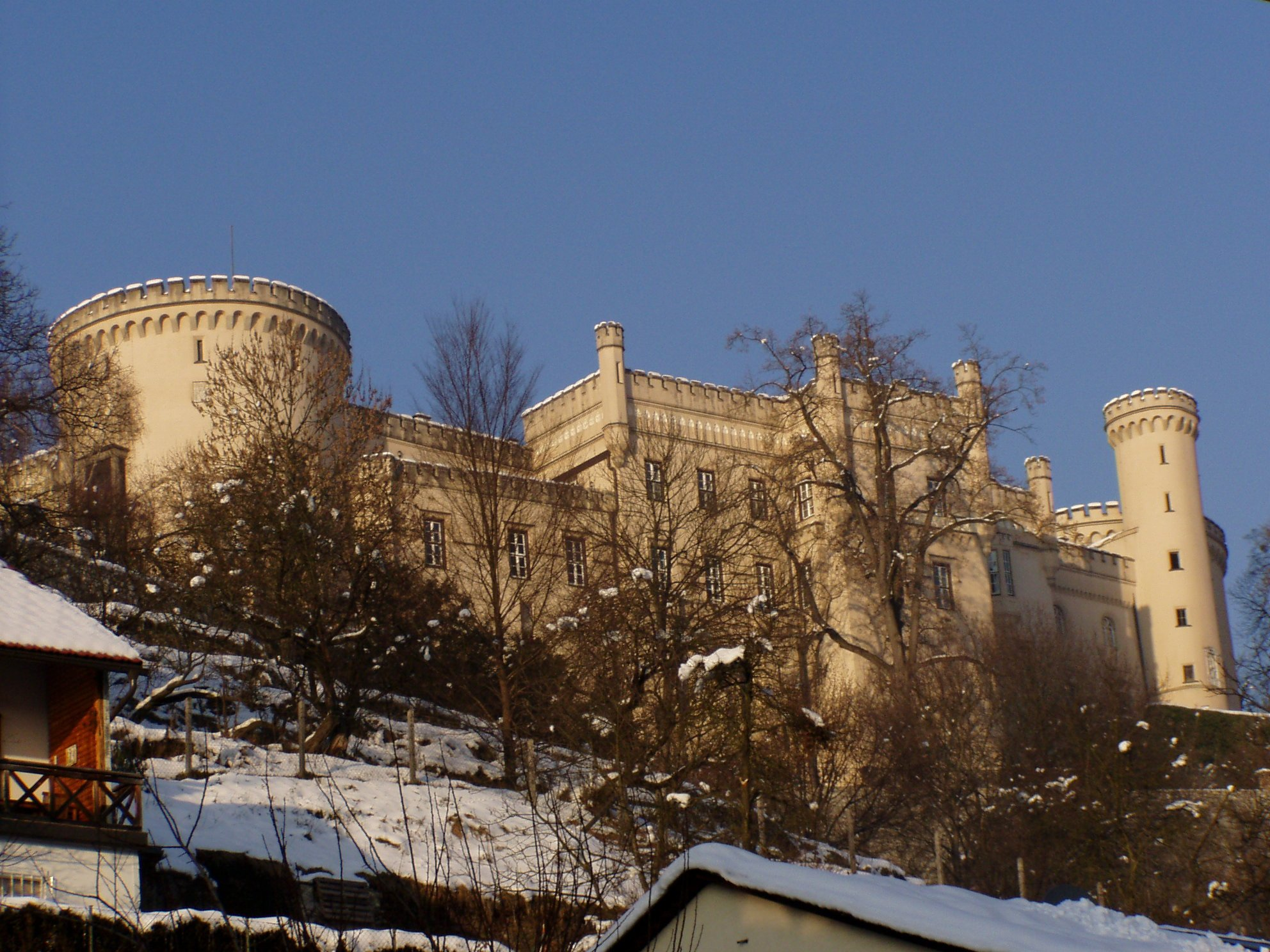
Slottet Wolfsberg.

Wolfsberg (slovenska: Volšperk) är en stadskommun i det österrikiska förbundslandet Kärnten. Staden är belägen i östra Kärnten i mellersta Lavantdalen nära gränsen till Steiermark. Wolfsberg är huvudort i distriktet med samma namn. Till kommunen hör även 65 mindre orter.

## Historia
1178 omnämndes för första gången borgen Wolfsberg som tillhörde stiftet Bamberg. Vid borgen utvecklades ett samhälle som fick stadsrättigheter 1331. Tre år innan hade Wolfsberg blivit säte för Bambergs ståthållare som förvaltade stiftets besittningar i Kärnten (bl.a. Sankt Leonhard, Villach, Feldkirchen, Tarvis, Griffen). På grund av motsättningar med herrarna på borgen Hartneidstein som var säte för den furstliga domstolen befästes borgen och staden. De starka befästningarna bjöd skydd under krigsåren 1475-80 när osmanska och ungerska trupper trängde in i Kärnten.
På 1500-talet blev Wolfsberg ett centrum för reformationen i Kärnten. Ståthållaren Georg von Stadion genomdrev motreformationen och hämtade kapucinorden till Wolfsberg år 1634.
1759 förvärvade habsburgarna Bambergs besittningar i Kärnten och därmed även Wolfsberg. Järnbearbetning och järnhandel utvecklades till viktigaste näringsgren. 1780 grundades en fabrik för produktion av blyvitt.
1879 öppnades det första avsnittet av Lavanttalbanan som var klar år 1900. 1936 invigdes riksvägen mellan Klagenfurt och Graz som gick genom Wolfsberg.
Under det nationalsocialistiska kuppförsöket 1934 ockuperades Wolfsberg av nationalsocialister den 26 juli. Efter strider med arméenheter lämnade kuppmakarna Wolfsberg dagen därpå och flydde till Jugoslavien.
Under andra världskriget låg ett krigsfångeläger med upp till 7000 fångar i Priel. Efter andra världskriget användes lägret av den brittiska ockupationsmakten som interneringsläger för nazister från den brittiska ockupationszonen. Mellan 3000 och 4000 medlemmar av nazistiska organisationer och krigsförbrytare var inspärrade i lägret Wolfsberg. 1948 överlämnades lägret till österrikiska myndigheter.
1973 bildades storkommunen Wolfsberg genom sammanslagning av flera kommuner.

## Orter
Kommunen består av 66 orter (Ortschaften) (inom parentes invånarantal 1 januari 2024):

- Aichberg (252)
- Altendorf (421)
- Arling (58)
- Auen (827)
- Eselsdorf (27)
- Forst (302)
- Glein (55)
- Gries (1 246)
- Großedling (260)
- Gräbern (121)
- Hartelsberg (158)
- Hartneidstein (31)
- Hattendorf (459)
- Hintertheißenegg (40)
- Kleinedling (1 805)
- Kleinwinklern (80)
- Klippitztörl (50)
- Kragelsdorf (75)
- Kötsch (15)
- Lading (244)
- Lausing (58)
- Leiwald (12)
- Magersdorf (48)
- Maildorf (110)
- Michaelsdorf (224)
- Oberleidenberg (363)
- Paildorf (219)
- Pfaffendorf (110)
- Pollheim (368)
- Prebl (303)
- Preims (87)
- Priel (3 007)
- Raggl (142)
- Reding (2 899)
- Reideben (74)
- Reinfelsdorf (82)
- Reisberg (126)
- Rieding (287)
- Riegelsdorf (52)
- Ritzing (560)
- St. Jakob (906)
- St. Johann (1 057)
- St. Marein (363)
- St. Margarethen im Lavanttal (898)
- St. Michael (531)
- St. Stefan (1 717)
- St. Thomas (189)
- Schilting (63)
- Schleifen (524)
- Schoßbach (184)
- Schwemmtratten (413)
- Siegelsdorf (213)
- Thürn (189)
- Unterleidenberg (249)
- Vordergumitsch (165)
- Vordertheißenegg (215)
- Völking (166)
- Waldenstein (129)
- Weißenbach Gumitsch (69)
- Weißenbach Rieding (40)
- Witra (111)
- Wois (10)
- Wolfsberg (774)
- Wolkersdorf (140)
- Wölling (112)

## Stadsbild och sevärdheter
- Det långsmala torget (Hoher Platz) präglas av gamla borgarhus från 1500- och 1600-talen med sengotiska portaler, renässansfönster och arkadgångar. På torgets mitt står en barock pestkolonn från 1718.
- Den äldsta byggnaden är stadskyrkan med anor från 1200-talet.
- Slottet Wolfsberg i Tudorstil efter en ombyggnad på 1800-talet är stadens symbol
- Slottet Bayerhofen har anor från 1200-talet, men fick sitt nuvarande utseende genom en ombyggd på 1500-talet
- Det före detta minoritklostret inhyser idag kommunala inrättningar, bl.a. stadens konstgalleri.

## Näringsliv
Wolfsberg är distriktets serviceort.

## Kommunikationer
Wolfsberg ligger vid motorvägen A2 och vägen B70 (Klagenfurt-Graz). Även Lavanttalbanan (Zeltweg – Lavamünd) går genom Wolfsberg.

## Kända personer födda i Wolfsberg
- Hubert Baumgartner fotbollsspelare
- Patrick Friesacher, racerförare
- Walter Kogler, fotbollsspelare
- Martin Kušej, teater- och operaregissör
- Christine Loike, alpinskidåkare
- Gernot Ragger, författare
- Rainer Schönfelder, alpinskidåkare
- Peter Turrini, författare
- Ottokar Uhl, arkitekt
- Walter Vogl, författare
- Christof Zernatto, politiker och Kärntens regeringschef 1991-1999

## Vänorter
- Herzogenaurach, Tyskland
- Várpalota, Ungern